# Ylem (Stockhausen)
Cet article concerne l’œuvre de Karlheinz Stockhausen. Pour le concept philosophique et cosmologique, voir Ylem.
Ylem est une œuvre de Karlheinz Stockhausen pour un ensemble de 19 musiciens ou plus. Elle dure environ 26 minutes. Cette composition est cataloguée comme son numéro d'opus 37.

## Historique
Ylem a été écrit en décembre 1972 pour une tournée avec le London Sinfonietta, qui en a donné la première le 9 mars 1973 sous la direction de Stockhausen au Queen Elizabeth Hall à Londres. Le soir suivant, l'œuvre a été à nouveau jouée par les mêmes pour une transmission télévisée en direct sur BBC 2. Trois enregistrements en studio de cette version ont été réalisés le 21 mars 1973 aux studios EMI de Londres.
La partition est dédiée au fils du compositeur, Simon Stockhausen, âgé de cinq ans au moment de l'écriture de l'œuvre.

## Description
Ylem est joué par une flûte, un hautbois, un cor anglais, une clarinette, une clarinette basse, un basson, un cor, une trompette, un trombone, un vibraphone, une harpe, un piano, quatre claviers électroniques, un violon, un violoncelle électrique et un violoncelle.
Le sujet de la composition est, en résumant, « La respiration de l'Univers ».